# Oliver Fehn

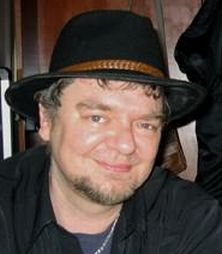
Oliver Fehn 2007

Oliver Fehn (* 19. Dezember 1960 in Münchberg; † 19. Januar 2019) war ein deutscher Schriftsteller der Pop- und Underground-Literatur. Er veröffentlichte 2002 Satans Handbuch, ein okkultistisches Werk. Dies stellte das erste deutschsprachige Buch dar, dessen Autor sich zum „modernen“ Satanismus Anton Szandor LaVeys bekannte.

## Leben und Werk
Oliver Fehn wuchs in einer ländlichen Gegend auf. Mit 17 veröffentlichte er erste Geschichten in Männerzeitschriften und Modemagazinen. Er studierte Theologie und Religionswissenschaft, nach eigener Auskunft „nur aus Interesse und Neugier“. 1983 erschien der Gedichtband Am Ende der Flüsse; ab 1987 war Fehn für längere Zeit kaum noch schriftstellerisch tätig. Er lebte in jenen Jahren unter anderem in Berlin und New York City und verdiente sich sein Geld als Journalist und Zauberkünstler.
Nach vierjähriger Moderatorentätigkeit beim Underground-Rock-Sender HO*T FM nahm Fehn im Jahr 2000 seine schriftstellerische Tätigkeit wieder auf. Er veröffentlichte in den darauffolgenden Jahren eine Reihe von Romanen, Sachbüchern und Essays. Nebenher übersetzte er mehr als 50 Bücher aus dem Englischen/Amerikanischen und Französischen, darunter im Jahr 2007 das mit dem PEN-Award ausgezeichnete Sachbuch The End of Faith (Das Ende des Glaubens) von Sam Harris, 2012 Mark Twains letzten Roman Der geheimnisvolle Fremde, sowie 2018 den in Deutschland vergriffenen Roman Aufruhr der Engel des französischen Literatur-Nobelpreisträgers Anatole France. 
Fehns eigene Romane und Erzählungen sind in der Realität angesiedelt, enthalten aber oft surreale Elemente und beschäftigen sich nicht selten mit Themen, denen das Stigma des Kranken und Morbiden anhaftet. Typische Beispiele für diese Gratwanderung zwischen Tagesgeschehen und Alptraum finden sich in seinen Büchern Verfluchter Sommer und Die Klavierbrücke.
Oliver Fehn lebte zuletzt von seiner Tätigkeit als freier Autor und Übersetzer. Er war Mitglied der Church of Satan, die er im April 2011 enttäuscht verließ.
Die etwa letzten zehn Jahre seines Lebens verzichtete Oliver Fehn auf Lesungen sowie Auftritte in der Öffentlichkeit und führte ein eher zurückgezogenes Leben. Einem Nachruf seines Verlegers Uwe Siebert zufolge starb Fehn am 19. Januar 2019 an den Folgen einer schweren Krankheit.

## Veröffentlichungen
- Satans Handbuch. Sachbuch. Bohmeier, 2002.
- Die Schule des Teufels. Sachbuch. Bohmeier, 2003.
- Die dunkle Seite von Jesus. Sachbuch. Bohmeier 2005
- Sakrischleck. Satirische Erzählung. Edition Spuren, 2006.
- Und möchte mit Fremden tanzen. Roman. Himmelstürmer, 2006.
- Verfluchter Sommer. Roman. Dead Soft Verlag, 2007.
- Im Schein der Schwarzen Flamme. Essays. Edition Esoterick, 2008.
- Satans Trickkiste. Sachbuch. Bohmeier, 2009.
- Das verlogene Paradies. Erzählung. Edition Esoterick, 2009.
- Lehrstunden bei Luzifer. Sachbuch. Bohmeier, 2010.
- Satans Hofnarr. Autobiografie. Edition Esoterick 2010
- Vampire wollen nur das Eine. Sachbuch. Edition Esoterick, 2011.
- Die Klavierbrücke. Roman, Pandämonium-Verlag, 2012.
- Keiner will mehr nach San Francisco. Vermischte Texte. Pandämonium-Verlag, 2013.
- Hitzemond. Erzählungen. Pandämonium-Verlag, 2013.
- Judith und Jolanthe. Novelle. Pandämonium-Verlag, 2014.
- Harmonielehre kompakt für Dummies. Musikfachbuch. Wiley/VCH-Verlag, 2015.
- Das Wolkenhotel. Roman. Pandämonium-Verlag, 2015.
- Piano für Dummies (mit Blake Neely). Musikfachbuch. Wiley/VCH-Verlag, 2016.
- Übungsbuch Musiktheorie für Dummies. Musikfachbuch. Wiley/VCH-Verlag, 2017.
- Der Pfeifer vor dem Tor zum Tag. Kinderbuch. Pandämonium-Verlag, 2017.
- Der immerwährende Oliver-Fehn-Kalender. Pandämonium-Verlag, 2017.
- Nach vielen Sommern sterben die Schwäne. Erzählungen. Pandämonium-Verlag, 2018.